# Bokalce
Bokalce so ljubljansko predmestno naselje. Ležijo zahodno od centra mesta, tik ob zahodni ljubljanski obvoznici, med naseljema Brdo in Grič.
Mimo naselja teče Gradaščica.
Na Bokalcah stoji zgradba Doma starejših občanov, pred katerim ima v krožišču urejeno končno postajališče mestna avtobusna linija št. 14.
Nedaleč stran stojita grad Bokalce in stavba prodajnega centra Lesnina. 